# Немецкий пинчер
Немецкий пинчер (нем. deutscher pinscher) — собака среднего размера, выведенная в Германии в конце XVIII века. Является прародителем таких известных пород собак, как цвергпинчер и доберман.

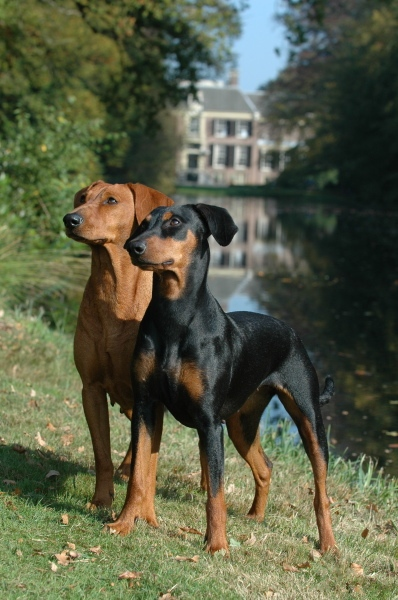

## История породы и её происхождение
Точных сведений, указывающих на предков немецкого пинчера, почти не сохранилось. Из дошедших до настоящего времени сведений известно, что впервые эта порода была замечена на юго-западе Германии,  в исторической области Вюртемберг. Немецкий пинчер берет свое начало от древних болотных собак, известных способностью истреблять  мелких грызунов, например, крыс, которых в Европе было предостаточно. 
Пинчеров использовали для охраны ферм, домашнего скота и имущества владельца. Однако всё это было лишь дополнением к главному рабочему качеству, благодаря которому порода была замечена и взята на службу к владельцам дилижансов. Немецкий пинчер, обладая огромной выносливостью и работоспособностью, способен без устали пробегать дальние расстояния, следуя за повозками в качестве сопровождающего. Подобные сопровождения могли длиться весь день.
С завершением эры лошадей и заменой их автомобильным транспортом немецкий пинчер не утратил свою популярность. Порода успела прочно закрепиться в сердцах своих поклонников, что побудило их целенаправленно заниматься развитием и разведением породы в дальнейшем. Уже в середине XIX века появляются селекционеры-энтузиасты, стремящиеся выделить немецкого пинчера в полностью самостоятельную породу.
Хотя данные факты не являются общеизвестными, до 1879 года немецкий пинчер являлся лишь отдельной линией породной группы вместе со шнауцерами. Щенков в одном и том же помёте подвергали жесткому разделению: жесткошёрстных называли «шнауцерами», а гладкошёрстных — «пинчерами». В родословную немецкого пинчера заносились только гладкошёрстные собаки. Оба типа собак расценивались как одна порода с различным типом окраса. В дальнейшем развитии породы селекционерами была установлена целесообразность разделения двух линий одной породы на две самостоятельные. Таким образом, сейчас пинчеров и шнауцеров объединяет лишь наличие общего предка.
Впервые стандарт для немецкого пинчера был рассмотрен в 1880 году. Саму породу официально признали самостоятельной в 1884 году и, соответственно, утвердили для неё стандарт. Последующие пересмотры стандарта состоялись в 1895 и 1923 годах. Стандарт пинчеров и шнауцеров по большей мере дублировал друг друга, за исключением окраса и шерсти, но пересмотренный стандарт пинчера помог в выбраковке несоответствующих стандарту собак. В дальнейшем племенном разведении были предприняты попытки обновления кровей, для которой использовали даже доберманов. Попытка увенчалась успехом, что дало новый толчок к разведению и популярности породы. Однако, учитывая официально зарегистрированных пинчеров по всему миру, это по-прежнему довольно редкая порода.

## Характер

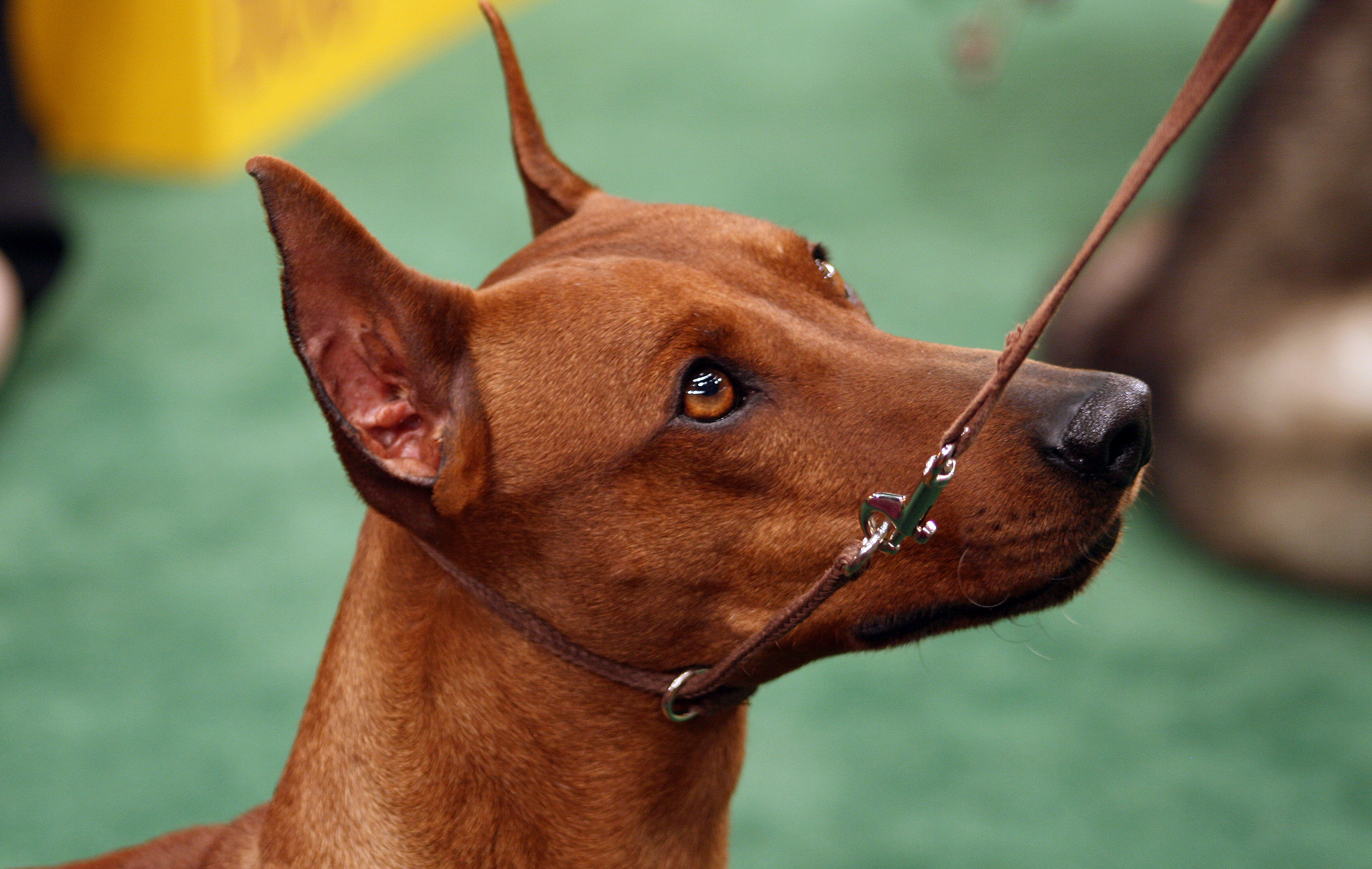
Немецкий пинчер рыжего окраса с купированными ушами

Немецкие пинчеры — это весёлые и энергичные собаки. Пинчер нуждается в грамотном контроле и хорошем воспитании из-за постоянного переизбытка энергии. Кроме того, для этой породы очень важна ранняя социализация щенка, которая позволит животному установить и наладить контакт с человеком с самого начала. При выполнении ранее сказанного в общении с человеком пинчер не агрессивен и дружелюбен. Однако следует отметить, что, несмотря на небольшой размер собаки, доверять ей присмотр за ребёнком можно только в присутствии взрослого. Столь резвый и активный пёс может совершенно случайно «уронить» малыша.

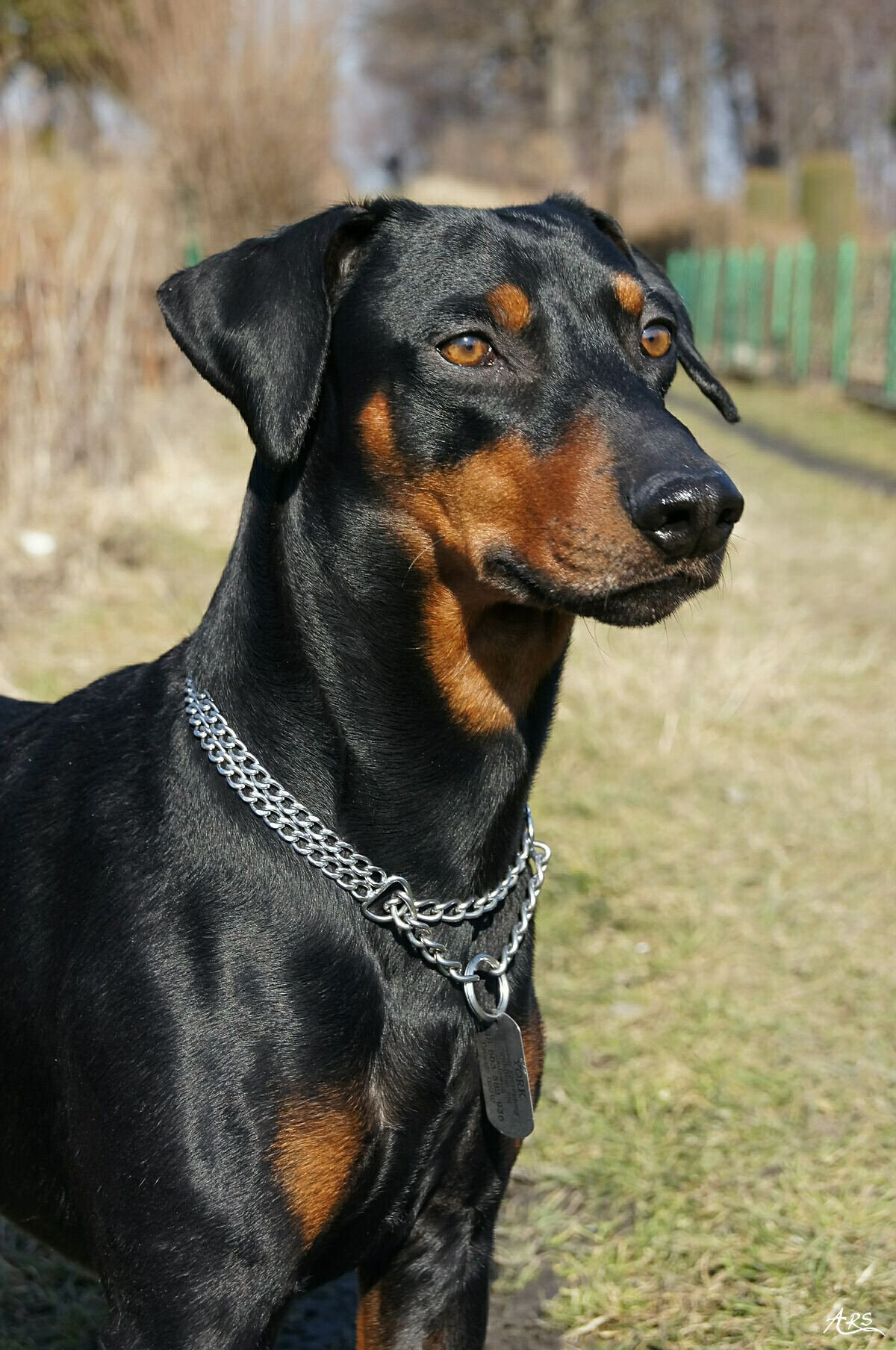
Чёрно-подпалый немецкий пинчер с некупированными ушами

В немецком пинчере живёт дух авантюриста и манипулятора. Находясь в одиночестве, он способен найти себе занятие, если в доме он не единственный питомец, то, несомненно, увлечёт своей игрой и всех остальных. Как правило, человек тоже не сможет остаться в стороне. Благодаря сообразительности и наблюдательности, пинчеры могут избегать наказания, отвлекая внимание владельца. Напакостив, он постарается отвлечь хозяина и переключить его внимание; если не вышло — прибегает к тактике абсолютного раскаяния, которая нередко позволяет избежать наказания или, по крайней мере, значительно смягчить его. Будьте бдительны в общении с этой собакой, его ум и хитрость весьма незаурядны. Кроме того, специалисты рекомендуют не переходить грань, где излишняя доброта негативно скажется на характере собаки или вообще испортит его. 